# 野馬 (日本妖怪)
野馬（日语：のうま）相傳是日本島根縣邑智郡日貫地方、石見地方的妖怪。

## 概要
據說野馬是獨目妖怪，夜晚見到人類獨自一人行走，會突然現身襲擊之。被喻為「妖怪博士」的漫畫家水木茂則認為，此妖怪在當地流傳下來的古神樂裡的數個妖怪中，屬於比較古遠的。除了單獨一隻眼睛的特徵外，其他樣貌姿態不明。
此外，日本原住民阿伊努人也有類似的獨目食人妖怪。傳說有一對兄弟夜宿在海邊的小屋，突然遇到一個單眼的巨大怪物襲擊，哥哥不幸被怪物吃下。翌日生還的弟弟向其他人尋求協助，眾人手持武器以待之。果然當夜怪物再度來襲，大家合力擊退這個像是巨大水獺的獨眼怪物。

## 內部連結
- 阿用鄉之鬼
- 日本妖怪列表